# Talisay (Camarines Norte)
Talisay (Bayan ng Talisay) är en kommun i Filippinerna. Kommunen ligger på ön Luzon, och tillhör provinsen Camarines Norte. Folkmängden uppgår till 25 841 invånare (folkräkning 2015).
Talisay är indelat i 15 barangayer.